# 立會川站
立會川站（日语：／ Tachiaigawa eki */?）位於日本東京都品川區東大井二丁目，是屬於京濱急行電鐵本線的鐵路車站。車站編號是KK06。

## 年表
- 1904年（明治37年）5月8日 - 車站啟用[2]。
- 1950年（昭和25年） - 站舍重建[3]。
- 1977年（昭和52年）12月 - 月台延長至可容納8卡車廂[3]。
- 1989年（平成元年）6月 - 上行月台高架化[2]。
- 1990年（平成2年）12月2日 - 下行月台高架化[2]。
- 1991年（平成3年）12月2日 - 成為高架車站[2]。
- 2009年（平成21年）1月20日 - 月台上加設車站音樂。
- 2010年（平成22年）5月16日 - 隨著京急線時間表修正，機場急行列車增停此站。

## 車站結構

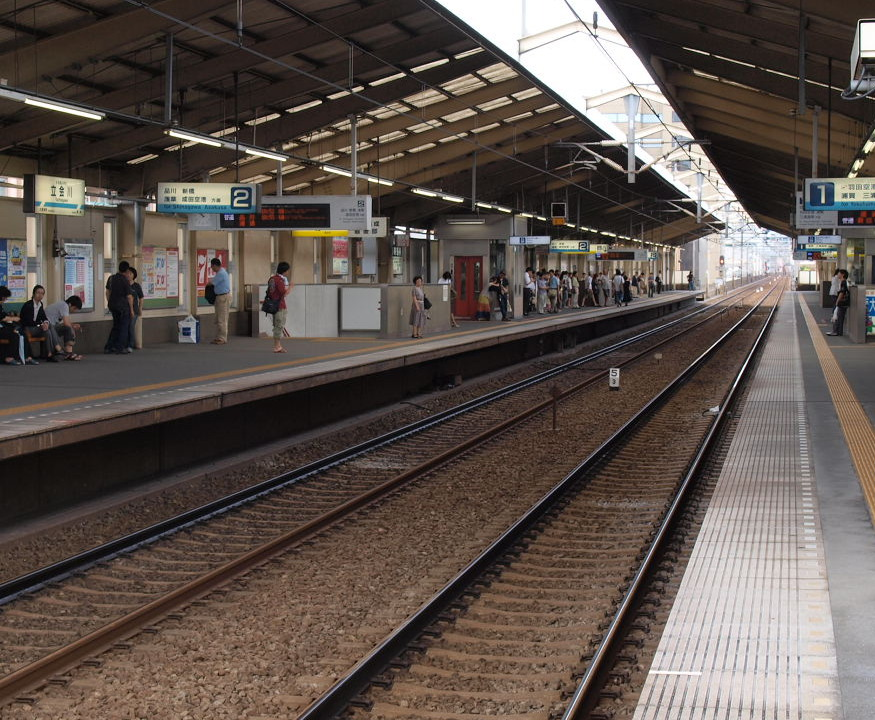
月台（2010年8月）

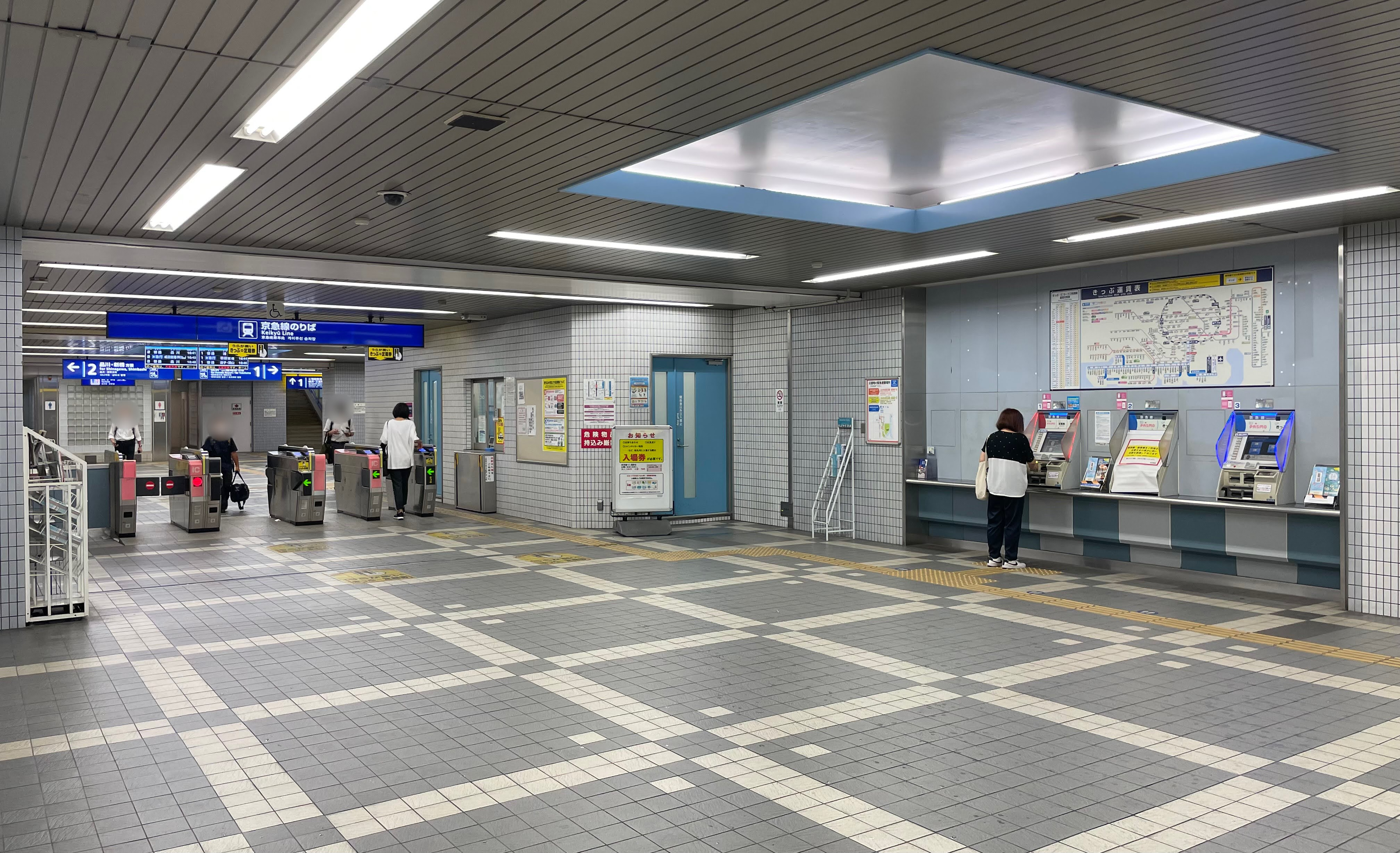
检票口（2022年7月）

本站為2面2線的相對式月台高架車站。
月台與大廳之間設有電梯。

### 月台配置
| 月台 | 路線 | 方向 | 目的地                             |
| ---- | ---- | ---- | ---------------------------------- |
| 1    | 本線 | 下行 | 羽田機場、橫濱、浦賀、三浦海岸方向 |
| 2    | 本線 | 上行 | 品川、新橋、淺草、成田機場方向     |

- 2012年10月21日改點起，午間與周六日夜間的機場急行升格為快特，該時段往羽田機場方向須在京急蒲田站轉乘，往都營淺草線新橋方向須在品川站轉乘。

### 進站音樂
2009年1月22日起，由於附近有大井競馬場，因此選用著名的史蒂芬·福斯特《康城賽馬》做為本站的進站音樂。上行樂曲採用A段，下行樂曲採用副歌，而通過列車接近時的警告音音程也有所不同。同時站內也啟用列車資訊顯示器。

## 使用情況
2016年度1日平均上下車人次為18,257人。
近年1日平均上下、上車人次如下表。
| 年度               | 1日平均 上下車人次 | 1日平均 上車人次 | 來源     |
| ------------------ | ------------------ | ---------------- | -------- |
| 1992年（平成04年） |                    | 9,466            | [ * 1 ]  |
| 1993年（平成05年） |                    | 9,310            | [ * 2 ]  |
| 1994年（平成06年） |                    | 9,370            | [ * 3 ]  |
| 1995年（平成07年） |                    | 9,262            | [ * 4 ]  |
| 1996年（平成08年） |                    | 9,121            | [ * 5 ]  |
| 1997年（平成09年） |                    | 8,786            | [ * 6 ]  |
| 1998年（平成10年） |                    | 8,630            | [ * 7 ]  |
| 1999年（平成11年） |                    | 8,456            | [ * 8 ]  |
| 2000年（平成12年） |                    | 8,392            | [ * 9 ]  |
| 2001年（平成13年） |                    | 8,474            | [ * 10 ] |
| 2002年（平成14年） | 17,326             | 8,493            | [ * 11 ] |
| 2003年（平成15年） | 17,346             | 8,415            | [ * 12 ] |
| 2004年（平成16年） | 17,116             | 8,304            | [ * 13 ] |
| 2005年（平成17年） | 17,241             | 8,367            | [ * 14 ] |
| 2006年（平成18年） | 17,230             | 8,378            | [ * 15 ] |
| 2007年（平成19年） | 17,530             | 8,609            | [ * 16 ] |
| 2008年（平成20年） | 17,629             | 8,797            | [ * 17 ] |
| 2009年（平成21年） | 17,798             | 8,901            | [ * 18 ] |
| 2010年（平成22年） | 17,303             | 8,638            | [ * 19 ] |
| 2011年（平成23年） | 16,616             | 8,298            | [ * 20 ] |
| 2012年（平成24年） | 17,011             | 8,501            | [ * 21 ] |
| 2013年（平成25年） | 17,085             | 8,564            | [ * 22 ] |
| 2014年（平成26年） | 17,249             | 8,647            | [ * 23 ] |
| 2015年（平成27年） | 17,871             |                  |          |
| 2016年（平成28年） | 18,257             |                  |          |

## 車站周邊

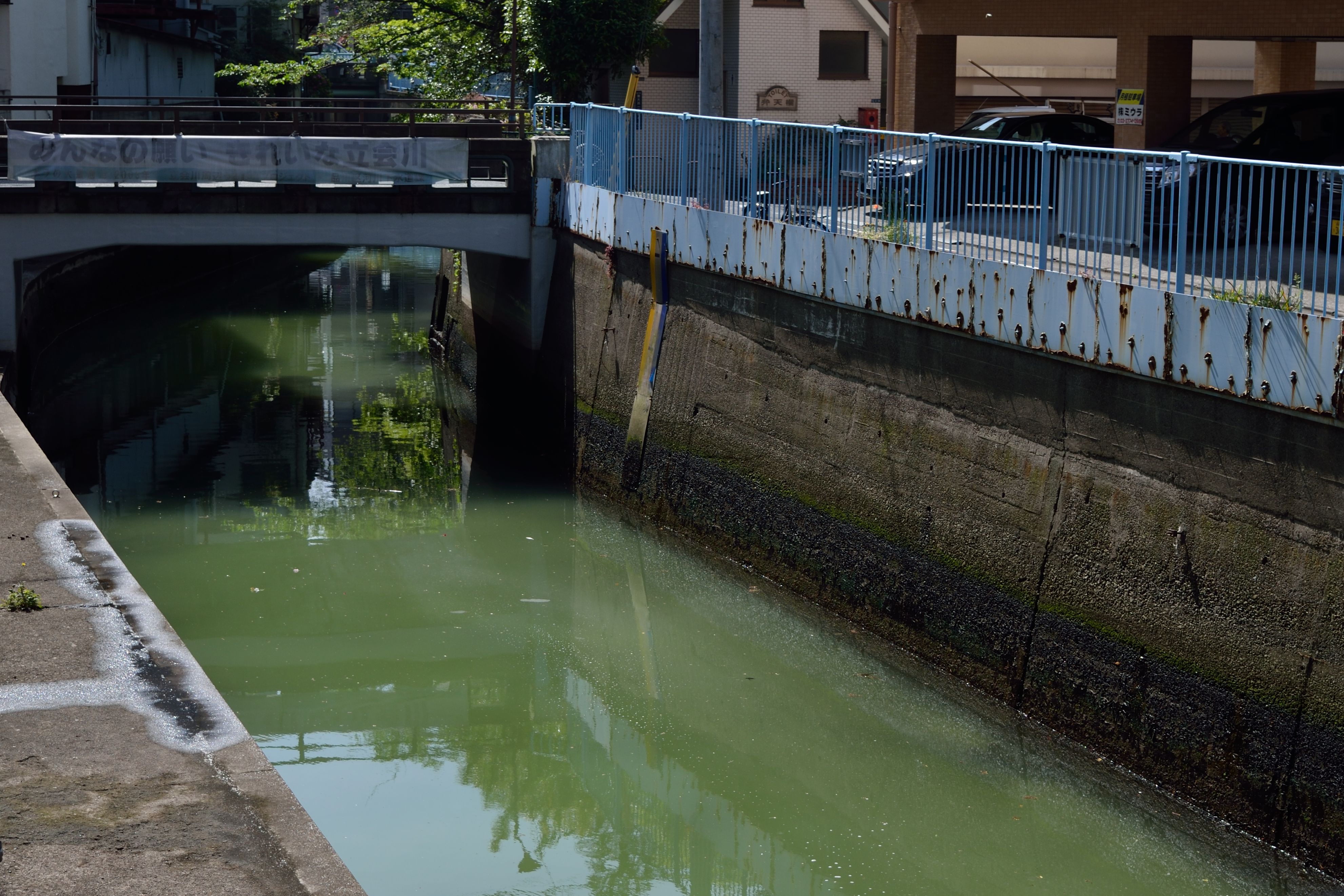
站前所見的立會川

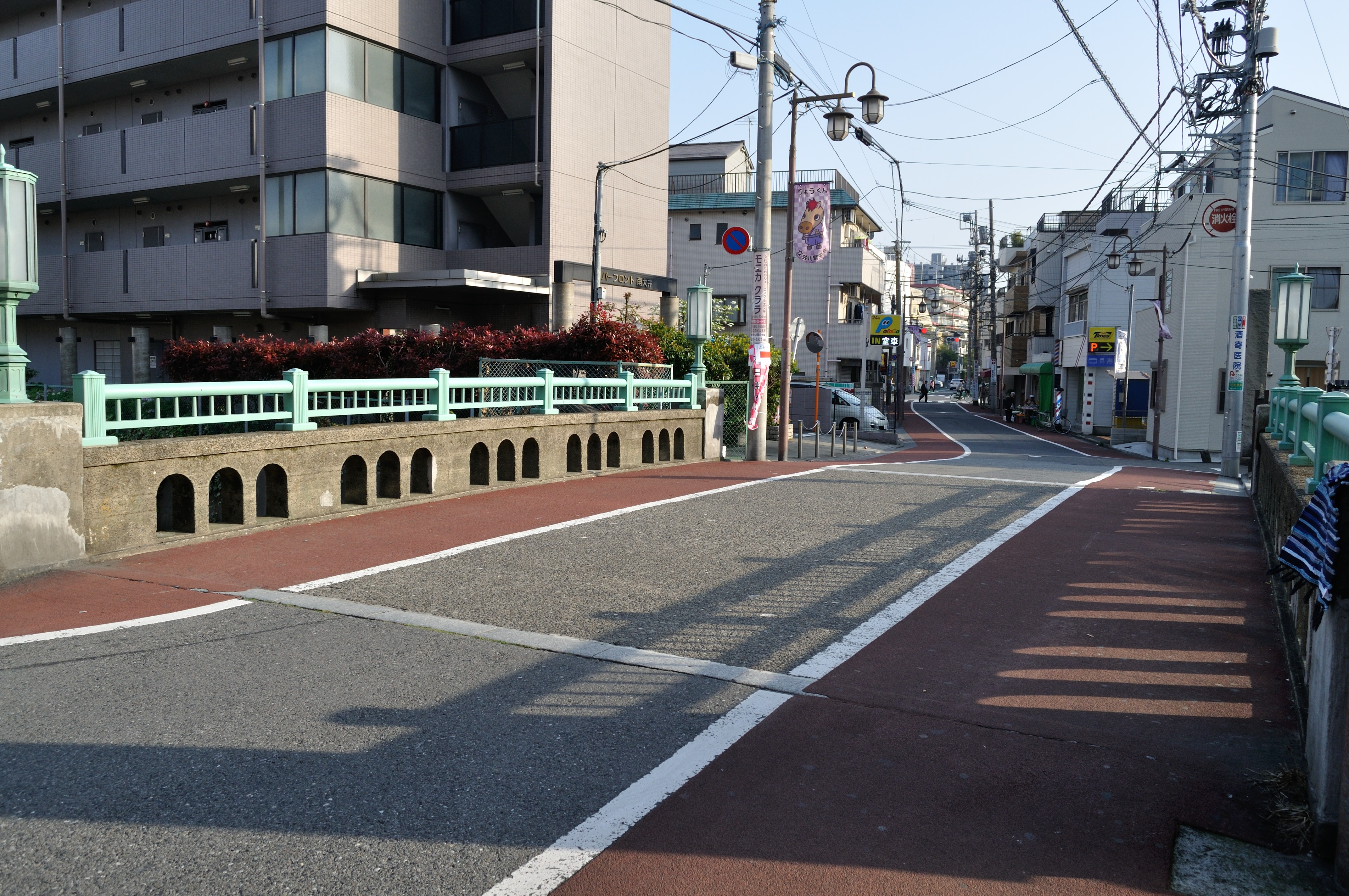
車站附近的舊東海道

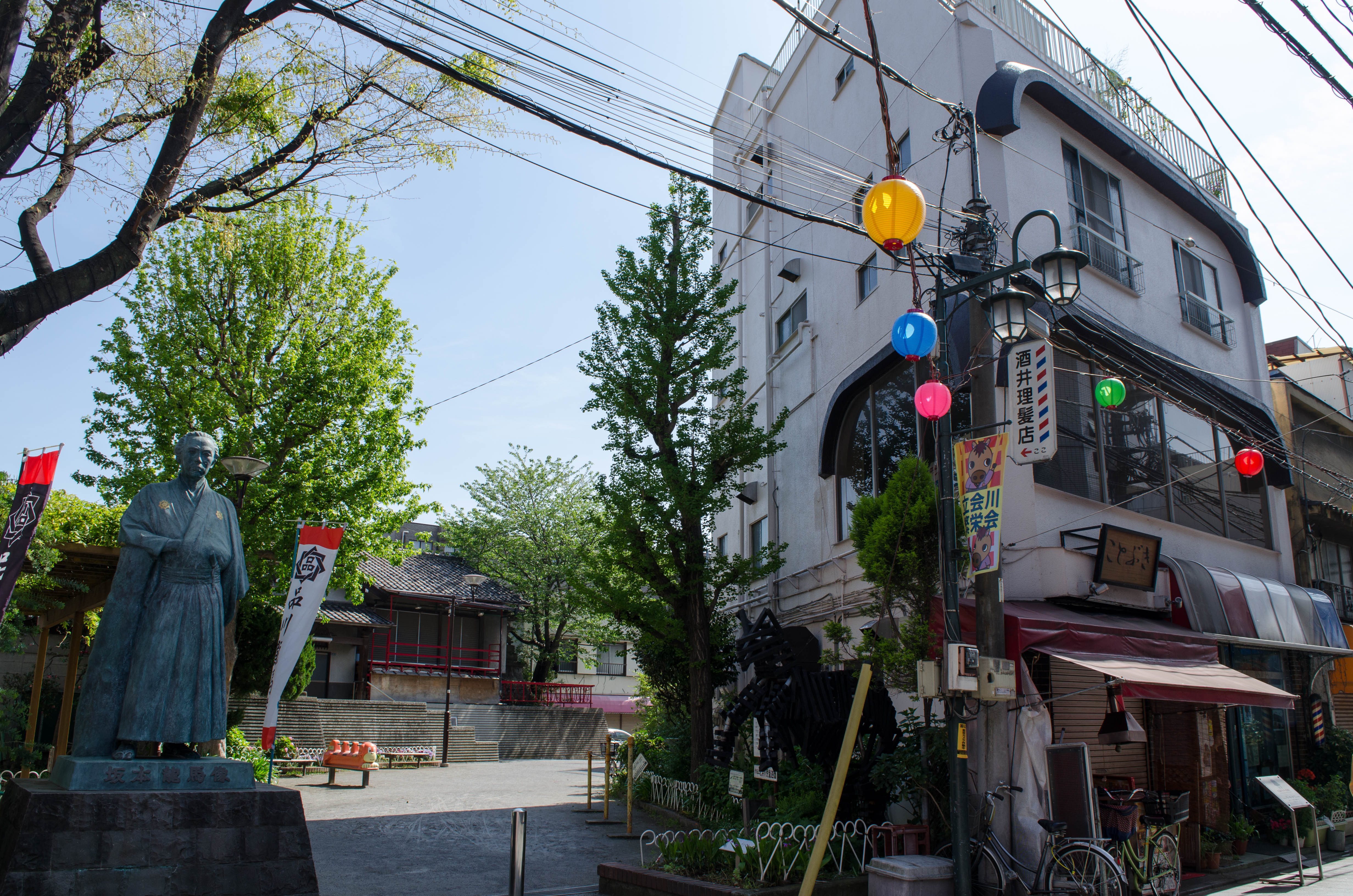
站前商店街與龍馬像

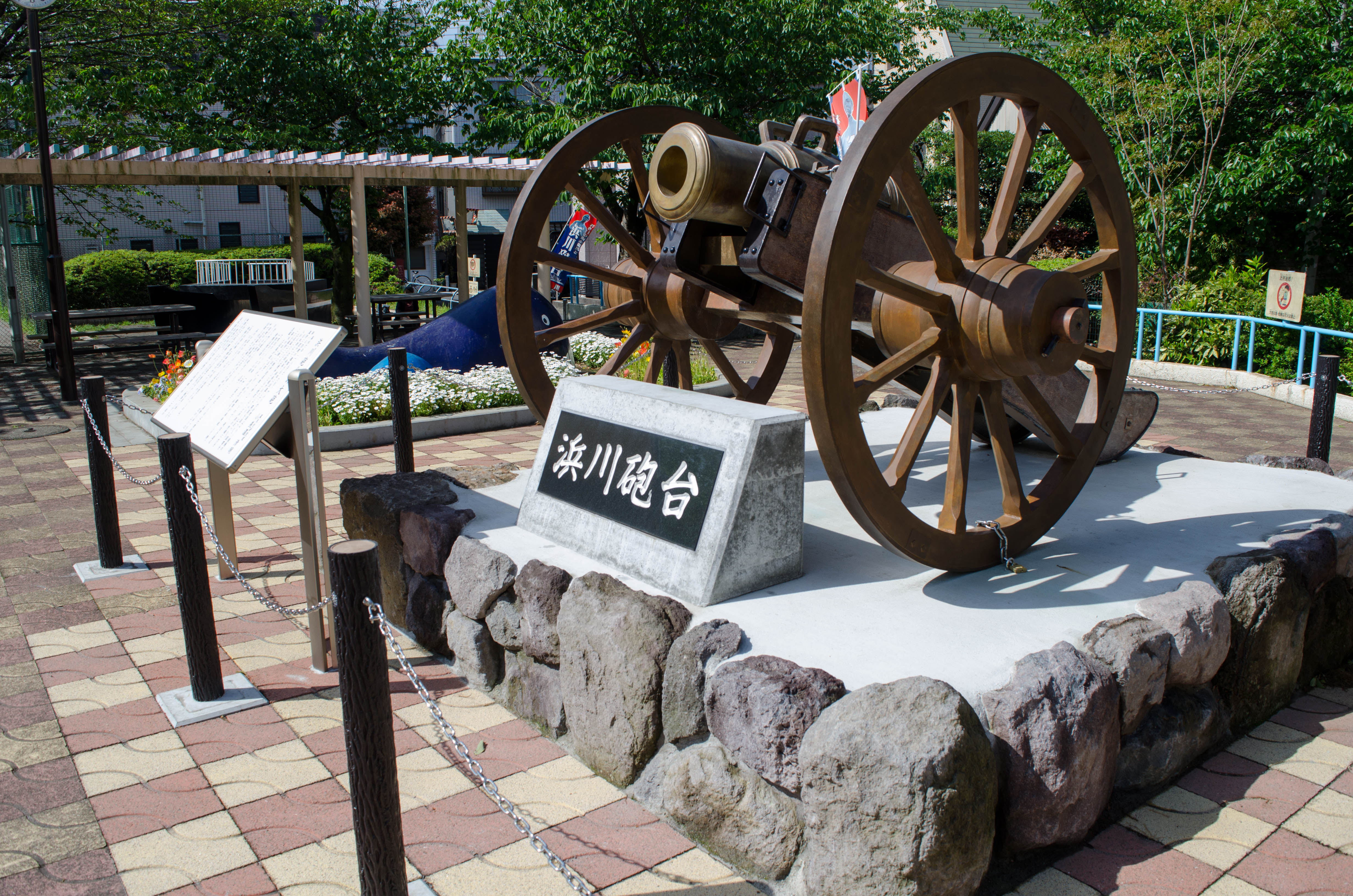
復原的濱川砲台大砲

站前有東西向的立會川流經，與南北向的京急本線十字交會。2003年由於河川有鯔魚大量聚集因而吸引許多民眾來此。
本站附近有國道15號（第一京濱）與舊東海道沿京急本線南北貫通。
由於鄰近大井競馬場，開賽時有許多民眾利用本站前往。
江戶時代，現在車站西北方濱川中學校周圍是土佐藩的下屋敷。幕末的1853年，馬修·培理率領的美國艦隊（黑船）が駛入浦賀，幕府向土佐藩等各地大名發出警備命令，本地也設置由土佐藩管轄的濱川砲台。該砲台在2004年勝島運河周邊進行住宅建設工程時才被挖掘出來。土佐藩下屋敷至濱川砲台之間的道路已成為現在的站前商店街。
發現濱川砲台舊址後、由於傳聞坂本龍馬曾受土佐藩的沿岸警備命令到當地就任，因此龍馬故鄉高知縣贈與龍馬立像並立於站前。2010年，NHK 大河劇《龍馬傳》放送時，本站周邊也受到關注。站前商店街也推出坂本龍馬相關商品進行宣傳。
2010年11月，東京京濱扶輪社等製作了銅製龍馬像，設於站前商店街內的北濱川兒童遊園。在《龍馬傳》中飾演坂本龍馬大嫂的演員島崎和歌子也受邀參加揭幕式。
2015年11月，濱川砲台大砲的復原物在車站東側的新濱川公園展示。
- 國道15號
- 舊東海道 - 濱川橋（淚橋）
- 大井競馬場
- 東京單軌電車大井競馬場前站
- WiRA大井（日语：ウィラ大井）
- 品川區民公園（日语：しながわ区民公園）
- 大井埠頭中央海濱公園
  - 大井埠頭中央海濱公園體育森林第一球技場（日语：大井ふ頭中央海浜公園スポーツの森第一球技場）
  - 大井埠頭中央海濱公園體育森林第二球技場（日语：大井ふ頭中央海浜公園スポーツの森第二球技場）
  - 大田體育場（日语：大田スタジアム）
- 品川區役所（日语：品川区役所）大井第一地域中心
- 警視廳第二方面本部
- 品川南大井郵便局
- 品川區立濱川中學校
- 勝島運河

### 巴士路線
- 立會川巴士站（京濱急行巴士） - 國道15號上，步行2分。
  - 井19：往大井町站／往大森站、Leisure Land平和島（日语：ビッグファン平和島）
  - 井12：往大井町站／往八潮公園城（循環）

## 相鄰車站
京濱急行電鐵
 本線
□早晨翼號、□京急翼號、■機場快特、■快特、■快特（金澤文庫站以南為特急）、■特急
通過
■機場急行
青物橫丁（KK04）－立會川（KK06）－平和島（KK08）
■普通
鮫洲（KK05）－立會川（KK06）－大森海岸（KK07）

## 延伸閱讀
- 佐藤良介. . JTBパブリッシング. 2006-02-01. ISBN 4533061753.

## 外部連結
- 立會川站（各站資訊） - 京濱急行電鐵